# Episodi di Delitti in Paradiso (ottava stagione)
L'ottava stagione della serie televisiva Delitti in Paradiso, composta da 8 episodi della durata di 60 minuti ciascuno, è stata trasmessa in prima visione assoluta nel Regno Unito sul canale BBC One dal 10 gennaio al 28 febbraio 2019. Shyko Amos e Aude Legastelois entrano nel cast, Joséphine Jobert lascia la serie per la prima volta .
In Italia la stagione è andata in onda in prima visione su Fox Crime, canale a pagamento di Sky, dal 5 al 26 marzo 2020. In chiaro invece è stata trasmessa su Rai 2 dal 14 giugno al 2 agosto 2020.
| nº | Titolo originale                  | Titolo italiano                | Prima TV Regno Unito | Prima TV Italia |
| -- | --------------------------------- | ------------------------------ | -------------------- | --------------- |
| 1  | Murder on the Honoré Express      | Assassinio sull'Honoré Express | 10 gennaio 2019      | 5 marzo 2020    |
| 2  | Murder Most Animal                | Delitto allo zoo               | 17 gennaio 2019      | 5 marzo 2020    |
| 3  | Wish You Weren't Here             | Riprese fatali                 | 24 gennaio 2019      | 12 marzo 2020   |
| 4  | Frappe Death Day                  | Colpo al cuore                 | 31 gennaio 2019      | 12 marzo 2020   |
| 5  | Beyond the Shining Sea – Part One | Omicidio al festival. 1ª parte | 7 febbraio 2019      | 19 marzo 2020   |
| 6  | Beyond the Shining Sea – Part Two | Omicidio al festival. 2ª parte | 14 febbraio 2019     | 19 marzo 2020   |
| 7  | Murder on the Airwaves            | Omicidio in diretta            | 21 febbraio 2019     | 26 marzo 2020   |
| 8  | Murder Begins at Home             | Delitto a cavallo              | 28 febbraio 2019     | 26 marzo 2020   |

## Assassinio sull'Honoré Express
- Titolo originale: Murder on the Honoré Express
- Diretto da: Stewart Svaasand
- Scritto da: Robert Thorogood, Paul Logue e James Hall

### Trama
Mooney presiede al bingo per anziani finché non arriva Florence che lo informa che c'è un caso di omicidio: la vittima si chiamava Paul Raynor, era arrivato su un traghetto da Guadalupa, e dal porto aveva preso un autobus per Honoré, solo all'arrivo l'autista, Butterfly Brown, dopo aver litigato con il suo capo Harold, si era accorta della sua morte, ucciso per accoltellamento mentre era tutto solo sul sedile in fondo all'autobus. Oltre a Butterfly c'erano altri tre passeggeri, Oliver Carr, Fiona Tait e Tamila Brooks.
Tutti i passeggeri non si sono mai alzati dai loro sedili, è poco probabile che l'assassino sia uno di loro, c'è solo un modo per entrare nell'autobus, ovvero dalla porta accanto al sedile del guidatore, c'è un'altra porta vicina al sedile in fondo all'autobus, ma è difettosa, può essere aperta solo dall'interno. Mooney nota che la vittima portava con sé una chiave, e trova sul pavimento del nastro adesivo. Indagando sul passato di Paul la polizia scopre che era finito in prigione per aver rubato 750 000 euro da un casinò a Guadalupa, la refurtiva non venne mai ritrovata.
Dwayne ormai ha lasciato Saint Marie per viaggiare insieme a Nelson, quindi è necessario assumere un nuovo agente, Patterson informa la squadra che ne arriverà uno a breve. JP conosce Patrice Campbell, il quale arriva alla stazione di polizia, dando per scontato che si tratti del nuovo agente assunto da Patterson, solo per scoprire che ha frainteso la situazione: Patrice è soltanto il nuovo fidanzato di Florence. Mooney scopre che Fiona è la madre del cuoco che lavorava al casinò rapinato da Paul, quest'ultimo lo uccise, e infatti lei era venuta a Saint Marie per uccidere l'assassino del figlio, ma è morto prima che lei potesse portare a termine la sua vendetta. Oliver invece è un ex paracadutista dell'esercito, ora lavora nella sicurezza privata ed era stato incaricato dal casinò di recuperare il denaro che Paul aveva rubato.
JP scopre che la chiave trovata apre una cassetta di sicurezza che si trova su una spiaggia, e aprendola trovano solo un costume da bagno maschile. Il proprietario viene alla stazione di polizia a riprenderlo, in effetti aveva smarrito la chiave nell'autobus, e così Mooney capisce chi è l'assassino.
Mooney spiega a Oliver, Butterfly, Tamila e Fiona che loro sono innocenti, nessuno tra loro quattro è l'assassino, il colpevole è Harold, infatti la polizia ha scoperto che prima di trasferirsi a Saint Marie aveva lavorato nel casinò che venne rapinato da Paul, deducendo che era il complice e che è stato lui a custodire il denaro mai ritrovato. Paul era venuto a Saint Marie per riscuotere la sua parte, Harold dunque gli tese una trappola convincendolo a raggiungerlo a Honoré con uno degli autobus della sua compagnia, dandogli istruzione affinché si sedesse sul sedile in fondo all'autobus dove gli aveva lasciato una chiave facendogli credere che con essa avrebbe avuto accesso ai soldi, l'aveva attaccata al sedile con del nastro adesivo che poi è caduto quando Paul lo strappò per prendere la chiave: in realtà era semplicemente la chiave che il proprietario del costume da bagno aveva perso proprio sull'autobus e Harold l'ha usata per trarre Paul in inganno, lo scopo era solo quello di far sedere Paul nel sedile in fondo all'autobus, così una volta arrivati a Honoré, Harold si era fatto vedere da Paul mentre era fuori dal mezzo, Paul dall'interno ha aperto la porta che si trovava accanto al sedile e Harold lo accoltellò per poi lasciarlo sul sedile e chiudere la porta dall'esterno, nessuno si era accorto di nulla dato che Butterfly aveva attirato l'attenzione degli altri passeggeri chiedendo la mancia.
Florence finalmente presenta ufficialmente Patrice ai suoi colleghi, mentre Patterson, dopo essersi congratulato con Mooney per l'arresto di Harold, informa lui e il resto della squadra che l'agente che sostituirà Dwayne sarà Ruby, la nipote di Patterson.

## Delitto allo zoo
- Titolo originale: Murder Most Animal
- Diretto da: Stewart Svaasand
- Scritto da: Robert Thorogood e Justin Young

### Trama
Xander Shepherd gestisce uno zoo ereditato dal defunto padre insieme alla moglie Marina, al fratello Dylan e alla sorella Iris, nel quale lavora anche Theo come guardiano. Xander va a mettere il denaro dei proventi in cassaforte mentre gli altri si dirigono della sala dipendenti, dopo un po' di tempo, preoccupati per l'assenza di Xander, vanno a cercarlo, e lo trovano morto.
Patterson presenta sua nipote Ruby a tutta la squadra, fresca di accademia non vede l'ora di lavorare in polizia, è una donna esuberante e fin troppo contenta, Ruby lavora al suo primo caso di omicidio, la polizia deve scoprire chi ha ucciso Xander. Sulla schiena della vittima c'è un dardo con il quale è stato avvelenato, lo zoo è ben recintato, sembra impossibile che qualcuno sia entrato dall'esterno, poi la polizia trova un fucile accanto al recinto, proprio in quel punto la rete di metallo è stata tagliata, sembra che l'assassino abbia aperto quel buco e vi sia passato, e che abbia lasciato lì il fucile. Mooney però intuisce che si tratta di un depistaggio, le estremità tagliate della rete curvano verso l'interno, l'assassino voleva solo far credere che Xander è stato ucciso da un intruso, ma in realtà è stato un altro dipendente dello zoo a uccidere la vittima, anche se sembra impossibile dato che erano tutti insieme e quindi l'assassino non avrebbe avuto il tempo di uccidere Xander senza farsi vedere dagli altri.
Mooney indaga sui sospettati, Marina è in stato di gravidanza, Iris è un'erpetologa, Dylan è un primatologo, invece Theo in passato ha vissuto nelle Isole Vergini britanniche. Ruby confessa a Mooney di aver sentito una storia legata allo zoo: nel 1990 un bambino venne morso da un serpente e morì. Dylan rivela a Florence che era lui il bambino, per via di una bravata Xander liberò un serpente che morse Dylan, quest'ultimo era sopravvissuto ma il padre, per punire Xander, lo mandò per molto tempo in Gran Bretagna.
Ruby e JP scoprono che Iris vende serpenti esotici a un contrabbandiere in cambio di soldi, gli affidò anche una pistola, che sembra proprio quella con cui è stato sparato il dardo che ha ucciso Xander. Iris spiega a Mooney che Xander stava per scoprire ciò che faceva, ma giura di non averlo ucciso lei, dopo aver trovato il corpo di Xander temeva che la polizia, trovando la pistola, avrebbe dato a lei la colpa e chiese al contrabbandiere di nascondergliela. Florence scopre che Xander si era rivolto a un investigatore privato che gli aveva consegnato le prove del tradimento della moglie: Marina aveva una storia con Dylan, non è nemmeno sicura chi sia il padre del bambino che aspetta, lei odiava Xander il quale era un marito prepotente e ossessivo.
Mooney e i suoi colleghi vanno allo zoo chiedendo ai quattro sospettati di ricreare le stesse circostanze del momento in cui videro vivo Xander per l'ultima volta, e infatti si allontanarono da lui in fila indiana nel seguente ordine: Marina, Iris, Dylan e Theo, in questo modo Mooney capisce chi è il colpevole. Infatti Mooney non riusciva a capire come avesse fatto l'assassino a sparare il dardo a Xander senza farsi vedere dagli altri, ma ora ha compreso che non aveva bisogno di un'arma per usare il dardo, capendo che l'assassino è Theo. Mentre Xander si allontanò Theo lo colpì con il dardo che teneva in mano arrivandogli da dietro, Marina, Dylan e Iris non si erano accorti di nulla perché gli avevano voltato le spalle, prima che il veleno agisse Xander aveva camminato con il dardo conficcato nella schiena senza accorgersene, dato che la puntura del dardo non è per nulla dolorosa. Mooney ha capito che Dylan aveva mentito per coprire Xander, infatti non era Dylan il bambino che venne morso dal serpente, ma il fratello di Theo, il padre di Xander pagò profumatamente la famiglia di Theo pur di insabbiare l'accaduto, si trasferirono nelle Isole Vergini britanniche, ma Theo non superò mai il trauma della morte del fratello, il quale perse la vita per via di uno scherzo irresponsabile di Xander, quindi Theo viene arrestato non provando nessun rimorso per ciò che ha fatto, avendo vendicato il fratello.
Sebbene JP all'inizio avesse delle remore nell'accettare Ruby in squadra, dato che durante l'indagine si è dimostrata spesso maldestra e immatura, tanto da spingerla ad abbandonare il lavoro, la convince poi a cambiare idea, e Ruby decide quindi di proseguire con entusiasmo la sua carriera nelle forze dell'ordine.

## Riprese fatali
- Titolo originale: Wish You Weren't Here
- Diretto da: Sarah O'Gorman
- Scritto da: Robert Thorogood e James Hall

### Trama
Catrina McVey è la conduttrice di una famoso programma televisivo, che tratta documentari turistici, lavora insieme ai colleghi Pippa Mayhew, Terry Brownlow, Andy Spriggs e al suo capo Bill Calder. Una sera, mentre festeggia con i suoi colleghi, decide di tornare nella suite dell'albergo dove alloggia, il mattino dopo viene ritrovata morta e mezza nuda su una spiaggia.
Florence si assenta per trascorrere insieme a Patrice un week end romantico, quindi Mooney deve risolvere il caso della morte di Catrina solo con l'aiuto di Ruby e JP. La causa di morte è affogamento, sembra che si stesse facendo il bagno, ma la cosa strana è che l'acqua la sera prima non era agitata, inoltre Mooney nota dei segni sul collo, sembra che qualcuno l'abbia afferrata facendola affogare. Mooney indaga sulla vittima e sui suoi colleghi, Catrina è nata nel Galles ed era una conduttrice televisiva molto brava e stimata, Bill è il fondatore del programma televisivo, Pippa è la segretaria di produzione e in passato era lei la conduttrice finché Catrina non ha preso il suo posto, Terry invece è il tecnico del suono e viene da Kidderminster, infine Andy è l'operatore di ripresa.
Andy va alla stazione di polizia e confessa a Mooney che tradiva la moglie con Catrina, la sera della sua morta era ubriaca e si spogliò per fare il bagno in mare, ma ad un tratto mentre nuotava Andy si accorse che la ragazza non si muoveva, stava galleggiando in acqua e poi Andy l'ha trascinata in spiaggia, i segni sul collo li aveva provocati Andy quando aveva tentato di salvarla trascinandola sulla spiaggia. Dal test tossicologico si scopre che Catrina aveva assunto un betabloccante che ha iniziato a fare effetto quando lei stava nuotando, e questo l'ha portata a morire per affogamento. Nella suite della vittima c'era una bottiglia di vino che lei aveva iniziato bere, quindi la analizzano, ma non trovano tracce di betabloccante, così come nelle bottiglie di birra che aveva bevuto con i suoi colleghi mentre festeggiavano. 
La dose di betabloccante che Catrina aveva assunto non era fatale, a ucciderla è stato il fatto che stesse nuotando e che poi è affogata quando il betabloccante aveva iniziato ad agire, infatti Mooney, oltre al fatto che non si spiega in che modo l'assassino ha fatto assumere alla ragazza il betabloccante, non capisce come facesse a sapere che Catrina avrebbe nuotato a tarda sera. JP scopre che Catrina voleva sciogliere il contratto con Bill e accettare un altro lavoro, Bill ammette che prima di andare in spiaggia, Catrina era venuta a trovarlo nella sua suite per informarlo che non intendeva più lavorare per lui.
Bill viene ritrovato morto nella sua camera d'albergo, per overdose da betabloccanti, infatti lui ne faceva utilizzo per i suoi problemi cardiaci, ciò fa supporre che li abbia usati per uccidere Catrina e che poi, sempre con i betabloccanti, abbia deciso di togliersi la vita per via del rimorso. Mooney però non riesce ancora a capire come facesse Bill a sapere che Catrina avrebbe nuotato la sera della sua morte, finché non comprende che non era lei la vittima designata, e che la morte della ragazza è stata accidentale.
Mooney ha capito che è Terry il colpevole, lui voleva bene a Catrina come una figlia, lei odiava la sua vita, non le piaceva il suo lavoro, né tanto meno essere l'amante di Andy, un uomo sposato, Terry quindi decise di uccidere Bill in modo da permettere a Catrina di essere libera, conosceva le abitudini di Bill e sapeva che ogni sera beveva il caffè, gli è bastato aggiungerci una dose di betabloccante che, pur non essendo fatale, unita a quella che Bill però assumeva giornalmente, lo avrebbe portato alla morte, ma Catrina entrò nella camera di Bill bevendo il caffè al suo posto, successivamente quando era andata a nuotare il betabloccante nel caffè che aveva bevuto aveva iniziato a fare effetto, e non avendo più forze non è riuscita a nuotare affogando. Terry poi ha ucciso Bill attenendosi al piano originale, mettendo nuovamente del betabloccante nel suo caffè riuscendo questa volta a ucciderlo, facendolo sembrare un suicidio così tutti avrebbero pensato che era stato Bill a uccidere Catrina. Mooney fa arrestare Terry, il quale aveva ucciso Bill non solo per aiutare Catrina, ma anche perché lo odiava dato che come suo capo aveva più volte violato i diritti sindacali dei suoi dipendenti.
Mooney, Ruby e JP vanno al ristorante di Catherine per festeggiare il caso risolto, e poi vengono raggiunti da Patrice e Florence i quali hanno una buona notizia, Florence infatti porta al dito un anello di fidanzamento: Patrice le ha chiesto di sposarla e lei gli ha risposto di sì.

## Colpo al cuore
- Titolo originale: Frappe Death Day
- Diretto da: Sarah O'Gorman
- Scritto da: Robert Thorogood, Tom Nash e James Hall

### Trama
Mentre Patrice e Mooney si divertono in un bar scommettendo su una "gara di paguri" arriva Florence che mette l'ispettore al corrente su un caso di omicidio: la vittima è Benedict Dacre, stava cenando nella sua villa con la famiglia, finché non si è allontanato per andare a bordo piscina, l'assassino gli ha sparato alla schiena e quando si è sentito lo sparo, tutti erano insieme all'interno della villa.
Il proiettile ha perforato l'aorta, Benedict era un uomo abitudinario, tutte le sere andava a bordo piscina a leggere un libro bevendo un bicchiere di brandy, tra i sospettati ci sono la moglie Ricki, la figlia Ruth, la sorella Ciss e infine Owen (il figlio di Ciss). La vittima era l'amministratore delegato di un'azienda di produzione dello zucchero, la ereditò dal padre, Benedict però aveva deciso di vendere la compagnia per una cifra milionaria. Benedict era un uomo arrogante, dispotico e meschino, non era molto amato dalla sua famiglia. JP e Ruby trovano tra i cespugli attorno alla villa la pistola e il proiettile usato, tra l'altro non tutti avevano un alibi, al momento in cui si sentì lo sparo Ciss non era in casa insieme agli altri, inoltre una telecamera a circuito chiuso la riprende mentre cammina attorno al perimetro della villa con una pistola in mano, anche se viene ripresa di spalle la si può facilmente riconoscere.
Ciss giura di essere innocente, lei al momento della morte del fratello era nel bungalow di Josephine, la loro domestica, le due donne sono amanti, la loro è sempre stata una relazione clandestina, anche a causa dell'omofobia di Benedict. Mooney trova strano che sul libro accanto al corpo della vittima, dato che Benedict era nel pieno della lettura, non ci fosse un segnalibro, inoltre nota che l'acqua della piscina sta assumendo una strana colorazione verde, capendo che il depuratore non funziona bene, quindi apre il vano e ci trova dentro una parrucca e una vestaglia. In effetti la vestaglia è identica a quella che Ciss indossava quando è stata ripresa dalla videocamera, sembra che l'assassino portasse una parrucca per somigliare a Ciss e avesse indossato una vestaglia simile alla sua in modo che tutti lo confondessero per lei, così da addossarle la colpa dell'omicidio di Benedict. A causa del cloro nella piscina non è possibile trovare del DNA nella vestaglia
Ruby confessa a JP che in passato venne arrestata a Guadalupa per un reato minore, JP le fa notare che coloro che hanno un precedente penale non possono entrare nel corpo di polizia, e quindi Ruby ne parla con suo zio, Patterson sembra preoccupato, la cosa potrebbe nuocere alla sua carriera. JP informa Mooney che, in linea con le volontà testamentali, solo un erede maschio può ottenere la compagnia di Benedict, e quindi ora la piantagione appartiene a Owen. Ruby, constatando che la parrucca è fatta con capelli veri, sapendo che solo pochi negozi le vendono di quel tipo, risale subito all'acquirente: è stata comprata con la carta di credito di Ricki, adesso i sospetti puntano verso di lei, Mooney infatti accusa la donna di aver ucciso il marito indossando una parrucca per somigliare a Ciss e una vestaglia simile a quella che possiede quest'ultima, allo scopo di far ricadere la colpa su di lei, e che poi ha nascosto la parrucca e la vestaglia nel vano del depuratore della piscina. Comunque Mooney trova improbabile che Ricki sia l'assassina dato che era insieme a Owen e Ruth quando tutti sentirono lo sparo, poi va nella libreria di Benedict insieme ai suoi colleghi e Ruby trova un libro con un foro e con dentro il segnalibro, permettendo a Mooney di capire chi è il colpevole.
Mooney all'inizio credeva che l'assassino volesse far ricadere la colpa su Ciss, ma adesso ha capito che è proprio lei l'assassina, mentre Benedict era a bordo piscina Ciss ha preso il libro che suo fratello stava leggendo e lo ha usato come silenziatore sparandogli, poi ha sostituito il libro con un altro, mentre quello usato come silenziatore lo ha risposto nella libreria. Ciss si era fatta riprendere di spalle dalla videocamera sperando che la polizia indirizzasse proprio verso di lei i primi sospetti, si era procurata una vestaglia simile a quella che già aveva e una parrucca (comprati con la carta di credito che aveva rubato a Ricki) nascondendoli nel vano del depuratore della piscina sapendo che Mooney alla fine lo avrebbe trovato arrivando alla conclusione che Ricki fosse l'assassina e che indossando la vestaglia e la parrucca volesse incastrarla. Mentre Ciss era nel bungalow con Josephine, approfittando del fatto che quest'ultima si era allontanata, si affacciò alla finestra e sparò un altro colpo di pistola, quello che tutti avevano sentito. Owen è un bravo ragazzo e ha dei progetti per l'azienda, ma Benedict vendendola non gli avrebbe mai permesso di ereditarla, Ciss uccidendo il fratello ha impedito la vendita così che Owen non venisse privato della sua eredità. Ciss viene arrestata ma non prova nessun rimpianto, per anni è stata vittima della prepotenza del fratello e adesso ha ottenuto una rivalsa personale, speranzosa sul fatto che Owen e Josephine si prenderanno cura l'uno dell'altra e che potranno dirigere l'azienda meglio di come abbia fatto Benedict.
Patterson confessa a JP che non ci saranno sanzioni disciplinari contro Ruby e che ha occultato i fascicoli del suo arresto, voleva farle credere che la faccenda potesse aggravarsi solo nella speranza che Ruby capisse quanto ama il suo lavoro in polizia. Dato che Patterson ha preteso che nei bar di Saint Marie non fossero più consentite le gare di paguri, Mooney ne organizza una a casa sua invitando colleghi e amici a festeggiare con lui. 

## Omicidio al festival. 1ª parte
- Titolo originale: Beyond the Shining Sea: Part One
- Diretto da: Jermain Julien
- Scritto da: Robert Thorogood, Sally Abbott e James Hall

### Trama
L'episodio inizia con Florence gravemente ferita mentre perde sangue. Tornando indietro di tre giorni, Saint Marie si prepara a festeggiare il festival Mahi Mahi dove da tradizione una persona deve lasciare il molo con il motoscafo, prendere il largo e poi raggiungere il porto consegnando a Mama D'Mer omaggi di fiori, rum e pane, colei che è stata scelta è Tiana, la sua amica Nelly accompagna Tiana al molo e la guarda mentre si allontana con il motoscafo riprendendola con il cellulare, poi Nelly raggiunge tutti gli altri al porto, e quando vedono il motoscafo avvicinarsi, ad un tratto si ferma. Harrison, il fidanzato di Tiana, raggiunge con un'imbarcazione il motoscafo di Tiana trovandola morta.
Mooney, Florence, JP e Ruby devono indagare sulla morte della ragazza, al festival erano presenti Harrison, Nelly e Louise (la madre adottiva di Tiana) e infatti è impossibile che uno di loro possa averla uccisa, Tiana è stata pugnalata, con le sue ultime forze ha guidato il motoscafo tentando di raggiungere il porto ma è morta durante il tragitto. Stranamente sulla barca c'erano solo i fiori e il rum, manca infatti il pane benché facesse parte della tradizione del festival. Nelly afferma che nessuno si era avvicinato al molo quando Tiana aveva preso il largo, inoltre dall'ora registrata sul video del cellulare di Nelly, nel momento in cui aveva filmato Tiana mentre partiva con il motoscafo, si può vedere l'ora esatta in cui si era allontanata dal molo, e quindi calcolando l'ora in cui il motoscafo si era affacciato al promontorio è possibile stabilire un lasso di tempo di tre minuti, e nessuna imbarcazione in così poco tempo avrebbe potuto avvicinarsi abbastanza da raggiungere il motoscafo di Tiana, ucciderla, e poi allontanarsi, senza farsi vedere.
Tiana è cresciuta in orfanotrofio, Catherine spiega a Mooney che Louise è una donna debole di carattere con problemi di alcolismo, Tiana voleva lasciare la casa della madre e comprare una casa per andare a vivere con Harrison, e questo aveva devastato Louise che infatti, temendo che sua figlia si sarebbe allontanata da lei, alla fine l'avrebbe persa. Tiana lavorava come cameriera nel bar di Patrice, il quale è il migliore amico di Harrison; purtroppo anche Patrice era presente al festival confessando a Florence che per un po' di tempo aveva perso di vista Harrison.
Ruby e JP perquisiscono la camera da letto di Tiana e trovano una foto della sua madre biologica e un numero di telefono, JP scopre che è il numero della guardia marina, e Ruby indaga sul computer di Tiana trovando una foto di una rete da pesca per aragoste, Florence nota che si tratta di una rete a strascico, è illegale, e infatti Nelly lavora nell'attività di famiglia come pescatrice, la polizia ha capito infatti che Tiana stava investigando sull'amica e voleva denunciarla alla guardia marina. Nelly giura di non centrare nulla con la morte di Tiana anche perché non sapeva che lei aveva scoperto dell'utilizzo delle reti a strascico. Mooney chiede informazioni scoprendo che Harrison doveva dei soldi a uno strozzino infatti ha dei problemi con il gioco d'azzardo, durante una partita aveva persino venduto la sua barca dato che la sua famiglia fornisce un servizio di taxi acquatico, si era indebitato con l'usuraio per ricomprarla. Harrison si arrabbia con Patrice sentendo che la polizia lo reputa colpevole della morte di Tiana e che lui, non fornendogli un alibi solido sul giorno del festival, ha aggravato la situazione. Patrice si mette a litigare con Florence non potendo accettare che la polizia, e a maggior ragione lei che è la sua fidanzata, possano sospettare che Harrison abbia ucciso Tiana, ma Florence non intende scusarsi in quanto come membro del corpo di polizia, è suo dovere affrontare un'indagine con la più assoluta neutralità. Florence si sta rendendo conto per la prima volta che la carriera in polizia e la vita da donna sposata non si conciliano facilmente.
Mentre Mooney mangia un sandwich riflette sul pane, iniziando a capire perché non era sulla barca, poi notando che la camera da letto di Tiana era perfettamente ordinata, e guardando il cellulare di Nelly che la polizia aveva sequestrato, capisce chi è l'assassino. Mooney ha capito che a uccidere Tiana è stato proprio il suo fidanzato Harrison, ormai lei aveva deciso di lasciarlo, infatti la sua camera da letto era in ordine, ciò vuol dire che non intendeva traslocare, anche perché non potevano permettersi una casa, Harrison infatti aveva rubato i soldi che Tiana aveva risparmiato per la caparra per pagare i suoi debiti, Harrison decise di ucciderla sapendo che Tiana avrebbe informato la famiglia del suo fidanzato dei problemi economici che la loro attività stava affrontando per colpa della sua dipendenza dal gioco d'azzardo. La polizia aveva stabilito il tempo tra la partenza del motoscafo e il momento in cui si era fermato dall'ora sul video del cellulare di Nelly quando aveva ripreso la partenza, ma prima che Nelly accompagnasse Tiana al molo, Harrison le aveva preso il cellulare senza che lei lo notasse, e aveva messo l'ora in avanti di cinque minuti, Harrison avendo guidato per anni la barca di famiglia poteva calcolare bene i tempi di un viaggio tra il molo e il porto, Harrison aveva fatto in modo che sulla barca mancasse il pane, e quando Nelly si allontanò dal molo, arrivò Harrison che aveva attirato l'attenzione di Tiana chiedendole di raggiungerlo per consegnarle il pane facendole credere di averlo dimenticato, cadendo nella sua trappola, infatti quando è tornata al molo Harrison la pugnalò, e con le sue ultime forze, alla guida del motoscafo, Tiana prese il largo per fuggire, mentre Harrison raggiunse gli altri al porto. Mooney fa notare a Harrison che ha commesso un solo sbaglio: non aveva cancellato le sue impronte digitali dal cellulare di Nelly.
Patrice non può accettare che il suo migliore amico sia un assassino, Harrison si mette a piangere dicendogli «Tu non capisci» come se nemmeno Harrison comprendesse le ragioni che lo hanno portato a fare un gesto così spregevole. Anche se ormai Harrison è stato arrestato, Patrice non si arrende, determinato a trovare un modo per aiutarlo, Florence lo ascolta mentre parla al cellulare con una persona che afferma di poterlo aiutare a togliere Harrison dai guai, Patrice con la sua auto raggiunge un edificio abbandonato, Florence alla guida dell'auto di Nelly inizia a seguirlo, poi la donna entra nell'edificio e qualcuno le spara.

## Omicidio al festival. 2ª parte
- Titolo originale: Beyond the Shining Sea: Part Two
- Diretto da: Jermain Julien
- Scritto da: Robert Thorogood, Roger Enstone e James Hall

### Trama
Florence con le poche forze che le restano, telefona a JP il quale raggiunge l'edificio abbandonato insieme a Mooney, Ruby e i paramedici, riuscendo a salvare Florence, ma trovando anche il corpo senza vita di Patrice, è stato ucciso da un colpo d'arma da fuoco, e dall'ecchimosi sulla testa si evince che prima di ucciderlo lo avessero tramortito. Florence viene ricoverata in ospedale, e Mooney è costretto a darle la brutta notizia.
JP scopre che poco prima di raggiungere l'edificio, Patrice aveva telefonato a un numero a Rosalie Island, un'isola privata vicina a Saint Marie. Patterson e Mooney vanno nel molo che ospita le imbarcazioni provenienti da Rosalie Island e trovano un cuscino avvolto in un sacco di plastica. Mooney raggiunge Rosalie Island con un'imbarcazione, insieme a Ruby e JP, e vanno nella villa alla quale Patrice aveva telefonato, è di proprietà del milionario Ewan Boyd, amministratore di una società di investimenti, il quale ospita la sua vicedirettrice Frances Compton e il suo avvocato Martin Stow, tutti e tre però negano di aver parlato al telefono con Patrice, però ammettono di conoscere Harrison, spesso si rivolgevano a lui per raggiungere in barca Saint Marie.
La polizia avanza l'ipotesi che la morte di Tiana sia legata a quella di Patrice, quest'ultimo infatti è stato ucciso proprio subito dopo aver tentato di togliere dai guai Harrison, ciò vuol dire che l'assassino non voleva che Harrison fosse aiutato, e che dunque ci sono ancora dei misteri legati alla morte di Tiana che non sono stati risolti. JP scopre che Ewan aveva fatto ordinare un gioiello per Tiana da un negozio a Port Royal, inoltre Patterson viene a sapere da un venditore di armi di nome Darrius che Martin aveva comprato da lui una pistola.
Mooney e i suoi colleghi pretendono delle spiegazioni da Martin e Ewan, quest'ultimo ammette che spesso organizza delle feste nella sua villa, qualche volta Tiana vi aveva partecipato, l'aveva anche corteggiata, inoltre a Ewan rimane poco da vivere, gli è stato diagnosticato un tumore al cervello, aveva chiesto a Martin di procurargli una pistola, con l'intenzione di usarla per togliersi la vita quando le sue condizioni si sarebbero aggravate. Ewan però confessa alla polizia che la pistola è sparita, e infatti è probabile che si tratti dell'arma che è stata impiegata per uccidere Patrice.
Mentre Mooney tiene in mano una bottiglia di plastica contenente dell'acqua, nota un foro, quindi ci mette un fazzoletto per evitare che l'acqua possa colare, ciò gli permette di arrivare all'intuizione con cui capisce chi è l'assassino. Florence è appena stata dimessa dall'ospedale, e quindi va a Rosalie Island per assistere all'arresto del colpevole, Mooney ha capito che l'assassina è Frances, ciò che Mooney non capiva era il movente che aveva spinto Harrison a uccidere la ragazza che amava, anche perché pure lo stesso Harrison sembrava poco cosciente del suo crimine, finché non ha capito che era stata Frances a manipolarlo, lei è specializzata in psichiatria, sa come plagiare le menti deboli, interagendo con Harrison lo aveva spinto a riflettere su Tiana il suo senso di inadeguatezza e a proiettarla come l'oggetto del suo odio in modo che la uccidesse. Patrice aveva telefonato alla villa sapendo che vi abitava Martin il quale è un illustre avvocato, voleva chiedergli di occuparsi della difesa legale di Harrison, è stato un caso che a rispondere fosse stata Frances che avendo capito che Patrice, desideroso di aiutare Harrison, avrebbe potuto crearle dei problemi, gli aveva dato appuntamento dell'edificio abbandonato, prima aveva rubato la pistola di Ewan e poi ha usato una vecchia barca inutilizzabile per via di un foro, l'ha usata per raggiungere Saint Marie comprendo il foro con il cuscino avvolto nel sacchetto di plastica. Raggiunto il molo Frances ha atteso Patrice nell'edificio abbandonato, ma quando si è accorta della presenza di Florence, prima ha colpito Patrice alla testa, e poi ha sparato alla donna, credendo di averla uccisa, e infine ha sparato a Patrice. Tornata al molo ha lasciato lì il cuscino e ha fatto affondare la barca, inconsapevolmente erano stati Mooney, JP e Ruby a riportare Frances a Rosalie Island, lei infatti si era nascosta nell'imbarcazione con cui avevano raggiunto l'isola privata, coperta da un tendone, le sue impronte digitali infatti sono sull'imbarcazione, inoltre Mooney ha fatto in modo che i sommozzatori trovassero la barca che lei aveva affondato. 
Mooney mostra a Ewan la foto della madre biologica di Tiana e infatti la riconosce, ebbero una storia 23 anni prima, Tiana aveva scoperto che Ewan era suo padre, e quando Frances aveva capito il legame che univa Tiana e Ewan, decise di sbarazzarsi di lei; Frances è la più fidata dipendente di Ewan che alla sua morte l'avrebbe eletta sua principale erede, ma se Ewan avesse saputo di avere una figlia, Tiana avrebbe rappresentato una minaccia alla ripartizione dell'eredità. Florence arresta personalmente Frances, per colpa della sua avidità lei e Patrice non potranno mai costruirsi un futuro insieme.
Florence adesso ha capito che Mooney ha lasciato Londra per trasferirsi a Saint Marie per guarire dal dolore della morte della moglie, e lei ha deciso di fare altrettanto, adesso non ha il coraggio di rimanere a Saint Marie, si farà ospitare da alcuni suoi parenti a Martinica. Mooney, Patterson, Catherine, JP e Ruby la salutano, infine Florence lascia Saint Marie con la promessa che un giorno tornerà.

## Omicidio in diretta
- Titolo originale: Murder on the Airwaves
- Diretto da: Richard Signy
- Scritto da: Robert Thorogood e James Hall

### Trama
Dezzie Dixon, stimato speaker radiofonico, va in onda rimanendo solo alla stazione radio mentre i suoi colleghi Faith e Bunny escono a mangiare in un chiosco dove il proprietario ha una radio sintonizzata sulla trasmissione di Dezzie il quale, in diretta, si mette a urlare dalla paura e poi si sente uno sparo. Bunny e Faith corrono alla stazione radio, Faith si affaccia alla porta della sala studio ma non lo vede, poi Bunny si allontana a cercarlo ma non lo trova, successivamente i due guardano ancora una volta nella sala studio, e questa volta trovano Dezzie, disteso per terra, morto per un colpo d'arma da fuoco.
Patterson spiega a Mooney che alla luce di quello che è successo a Florence, la polizia di Parigi ha deciso di mandare il sergente Madeleine Dumas per una valutazione della squadra, quindi studierà il rendimento del corpo di polizia mentre indagano sulla morte di Dezzie. Faith è la figlia della vittima, ha dei precedenti per taccheggio alle Barbados e solo dopo la morte della madre ha iniziato ad allacciare un rapporto con Dezzie, invece Bunny era un promettente musicista finché Dezzie non gli rovinò la carriera facendo un remixaggio del suo album che non venne accolto positivamente, costringendo Bunny a un lavoro modesto nella stazione radiofonica, effettivamente Bunny aveva un valido movente per ucciderlo. Ruby scopre da una donna che vive vicino alla stazione radiofonica di aver visto spesso una BMW appostarsi nei paraggi, si tratta dell'auto di Carlton Smith, il direttore della stazione radiofonica, ma lui giura di essere innocente, da quelle parti vive la sua amante e quindi spesso va a trovarla lì, Carlton intendeva licenziare Dezzie ritenendo che la sua presenza in radio allontanava la fascia giovanile di ascoltatori a cui Carlton vuole puntare, ma quando Dezzie scoprì che era un adultero provò a usare la cosa contro di lui.
Bunny e Faith hanno entrambi un alibi, dato che erano al chiosco mentre tutti gli ascoltatori erano in diretta e avevano sentito l'omicidio avvenuto alla stazione radio. Mooney nota che la finestra della sala studio era chiusa dall'interno quindi l'assassino può essere entrato solo dalla porta, e poi deve essere fuggito dall'uscita di emergenza dell'edificio che può essere aperta solo dall'interno, e infatti quando Faith e Bunny erano arrivati alla stazione dopo aver sentito lo sparo alla radio, la porta di emergenza era aperta. Ruby trova un mangianastri in un bidone della spazzatura accanto alla stazione radio, dove vengono rilevate le impronte digitali di Junior, noto ladruncolo, il quale ammette che, poco dopo che Bunny e Faith erano usciti per andare al chiosco, era entrato alla stazione radio rubando il mangianastri per poi rivenderlo, ma quando ha saputo che Dezzie era morto, in un momento di panico, lo ha gettato nel bidone della spazzatura lì vicino. Junior spiega a Mooney che, quando aveva rubato il mangianastri, era entrato nell'edificio dalla porta di emergenza che infatti era aperta, la stessa dalla quale è fuggito l'assassino, ciò significa che è innocente e che aveva commesso il furto quando Dizzie era già morto.
Mooney tenta di farsi amica Madeleine, ma lei non è rimasta piacevolmente colpita dal modo in cui Mooney dirige la squadra e le indagini, da lei ritenuto non professionale e quasi ludico, Madeleine senza giri di parole gli rivela che sta scrivendo un rapporto dove lo accusa indirettamente di aver causato il tentato omicidio di Florence la quale non aveva rispettato il protocollo proprio perché Mooney come suo superiore non è stato in grado di impartirle disciplina, ed è probabile che verrà rimosso dal ruolo di ispettore capo e sarà rimandato in Inghilterra.
Mooney va alla stazione radio notando che l'insegna ON AIR rimane spenta quando non si trasmette in diretta, e così Mooney capisce chi ha ucciso Dezzie. Madeleine, nonostante sia prevenuta con Mooney, guarda con attenzione in che modo l'ispettore smaschera il colpevole, l'assassina altri non è che Faith, la quale prima di andare al chiosco aveva mandato in onda una registrazione che lei aveva preparato, dove il padre si fingeva spaventato mettendo come sottofondo il rumore di uno sparo, Dizzie era nella sala studio mentre ascoltava della musica con le cuffie alla orecchie, non si era accorto di nulla, poi quando Bunny e Faith erano tornati alla stazione radio quest'ultima aveva solo finto di non vedere Dizzie nella sala studio, e quando Bunny si era allontanato per cercare il suo collega, Faith ha aperto dall'interno la porta di emergenza ed è entrata nella sala studio e ha sparato al padre, la sala è insonorizzata e quindi Bunny non aveva sentito lo sparo, Faith per non farsi vedere è uscita dalla finestra per poi rientrare nell'edificio, e quando Bunny ha trovato il corpo di Dizzie, disperato non aveva fatto caso al fatto che Faith aveva chiuso la finestra dall'interno e ciò, unito al fatto che aveva anche aperto la porta per l'uscita di emergenza, avrebbe fatto supporre che l'assassino fosse fuggito di lì. Mooney spiega a Faith che Junior è stato involontariamente colui che lo ha aiutato a scoprire il suo inganno: nel lasso di tempo in cui Faith aveva aperto la porta di emergenza, a quando era uscita dalla finestra, Junior era entrato per rubare il mangianastri e aveva notato che l'insegna ON AIR era spenta, ciò è la conferma che la radio non stava trasmettendo in diretta e che lo sparo e le urla che i radioascoltatori stavano sentendo erano solo frutto della registrazione che Faith aveva elaborato, inoltre Mooney ha chiesto un mandato per perquisire la casa di Faith e la polizia trova la pistola che ha ucciso Dezzie, infatti Faith era così sicura del falso alibi che si era costruita che non aveva previsto che la polizia avrebbe setacciato la sua casa in cerca di prove. Mooney ha capito che Faith ha ucciso il padre per avidità, lui non era un uomo benestante, ma aveva una grande collezione di dischi in vinile originali di gran valore, una volta morto come sua unica figlia sarebbero stati suoi e li avrebbe rivenduti.
Madeleine dà a Mooney una bella notizia, dato che lui con il suo genio investigativo ha arrestato Faith, affascinata dal modo in cui ha scoperto la colpevolezza della donna, ha cambiato opinione sull'ispettore, pur ritenendo che debba imparare a dirigere il corpo di polizia in maniera più organizzata, lo considera un ottimo elemento e ha deciso di chiudere l'indagine contro di lui e quindi potrà conservare il suo posto come ispettore capo del corpo di polizia di Saint Marie.

## Delitto a cavallo
- Titolo originale: Murder Begins at Home
- Diretto da: Richard Signyat
- Scritto da: Robert Thorogood e James Hall

### Trama
Nel cuore della notte si scatena una tempesta a Saint Marie, il mattino dopo Mooney e Madeleine quando vanno alla stazione di polizia trovano il cadavere di un uomo, non ha con sé né il cellulare né il portafoglio. JP risponde a una segnalazione, un uomo ha trovato gli effetti personali della vittima in un bidone della spazzatura, il suo nome era Adam, era venuto a Saint Marie con i suoi amici Gerald, Jay e David, aveva preso parte a un'escursione a cavallo nella foresta con Hannah come guida, avevano trascorso la notte a fare campeggio, e poi Adam era sparito.
Madeleine dovrebbe tornare a Parigi, ma Patterson la convince a restare a Saint Marie per aiutare Mooney nell'indagine. Dato che il corpo è stato trovato nella stazione di polizia, essa è la scena del crimine, dunque Mooney decide di condurre l'indagine nel suo bungalow. Ruby nel bidone dove sono stati trovati il cellulare e il portafoglio di Adam, trova pure il fazzoletto che Adam portava al collo, la causa di morte e strangolamento, quindi probabilmente è con il fazzoletto che è stato ucciso, inoltre accanto al bidone ci sono impronte di cavallo.
Jay e Gerald spiegano a Mooney che Adam aveva perso il lavoro e la moglie voleva il divorzio e l'affidamento esclusivo dei loro figli, ciò lo aveva trasformato in un uomo arcigno e insopportabile. Su una delle scrivanie della stazione di polizia c'è una carta appartenente a un mazzo a semi francesi, tutto fa supporre che sia stata lasciata lì dell'assassino. Mooney viene a sapere dall'autopsia che non è stato direttamente lo strangolamento a uccidere Adam, quest'ultimo soffriva di coronaropatia, aveva delle placche di colesterolo nella gola, quando è stato strangolato una delle placche si è rotta e il colesterolo gli è arrivato al cervello causando l'ictus che lo ha ucciso.
JP informa Mooney che sulla braccia di Adam c'erano dei graffi dove sono state ritrovate tracce di olio di lino, che viene dato ai cavalli, capendo quindi che è stata Hannah a procurarglieli dato che lei ha un maneggio. Hannah confessa a Mooney che Adam la sera della tempesta aveva tentato di violentarla all'esterno della sua tenda, lei lo graffiò per difendersi, ma poi Adam si fermò pentendosi del suo comportamento.
Mooney è in videochat con Siobhan, lei è molto triste dato che ha scoperto che il suo fidanzato la tradiva con un'altra ragazza. Mooney chiede a Patterson il permesso di tornare in Inghilterra, dato che ora vuole restare accanto a sua figlia, ma proprio quando stava per lasciare Saint Marie con il traghetto, rimettendo insieme gli eventi capisce finalmente come Adam è morto. Mooney decide di rimanere a Saint Marie chiedendo ai sospettati l'esatta disposizione delle tende quando avevano campeggiato, capendo che l'assassino è Gerald, la sua tenda era quella più vicina a quella di Hannah e l'aveva sentita urlare quando Adam tentò di violentarla, Gerald era disgustato da lui e dunque, quando Adam si allontanò Gerald lo raggiunse e lo strangolò con il fazzoletto che Adam portava al collo. Gerald montò su uno dei cavalli trasportando anche il corpo di Adam e raggiunse la città, poi lasciò il corpo di Adam accanto al bidone dove aveva gettato il fazzoletto, il cellulare e il portafoglio della vittima. Mooney spiega a Gerald che Adam non era morto, ma aveva solo perso i sensi, terrorizzato camminò finché non trovò la stazione di polizia, con una carta che aveva trovato per terra che la tempesta aveva fatto volare via, aveva aperto dall'esterno la porta usando la carta per alzare il gancio degli scuri della porta, poi una volta entrato ha posato la carta sulla scrivania, ma il colesterolo che gli era arrivato al cervello lo portò alla morte. Anche se non è stato Gerald a ucciderlo direttamente, la polizia lo arresta ugualmente dato che l'ictus che ha ucciso Adam è stato provocato dallo strangolamento.
Mooney decide di non partire quando scopre che Patterson gli ha fatto un'inaspettata sorpresa invitando Siobhan a raggiungere il padre a Saint Marie, inoltre anche Madeleine sembra iniziare ad apprezzare Saint Marie, a quanto pare non sembra desiderosa di ritornare a Parigi.